# 蔡宗菊
蔡 宗菊（サイ・ソウシュ、英語: Zongju Cai、1991年9月27日 - ）は、中華人民共和国のプロボクサーである。山東省済南市出身。第6代IBF女子ミニフライ級王者。

## 来歴
元々はレスリングをしていたが、打撃のある格闘技を希望し散打に転向、省のチャンピオンまで昇り詰めた。
その後、ムエタイを経て23歳で昆明にある中国初のプロボクシングジムに入会し、ボクシングに転向。
2014年9月8日、Li Yun Ting戦でプロボクサーデビューし、3-0判定で勝利。
2014年10月18日、初となる海外戦としてラオス・サワンナケートにてMyna Ketsanaと対戦するが、判定でプロ初黒星。
2014年11月30日、初の来日試合として金沢市の石川県産業展示館にて松本みきを1回TKOで降す。
2015年2月22日、グレッツェン・アバニエルとのWBC女子インターナショナルミニフライ級王座決定戦に臨み、3-0判定でプロボクシング初タイトル獲得。
2015年5月8日、Angor Onesongchaigymを3-0判定で退け、WBCインターナショナル王座初防衛に成功。
2015年9月18日、元2階級世界王者安藤麻里を2-0判定で退け、WBCインターナショナル王座2度目の防衛に成功。
2016年2月12日、Debora Rengifoを3-0判定で退け、WBCインターナショナル王座3度目の防衛に成功。
2016年5月25日、元2階級世界王者シリポーン・タウィスクとのノンタイトルを3-0判定で勝利。
2017年1月30日、マカオのコタイ・アリーナにて1位の多田悦子が持つIBF女子世界ミニフライ級王座に挑戦し、2-1（98-92×2、92-98）で王座獲得。
2017年10月28日、マカオでIBF王座初防衛戦としてグレッツェン・アバニエルと再戦し、3-0判定で初防衛成功。
2018年6月9日、Ana Victoria PoloとのIBO女子世界ミニフライ級王座決定戦に臨み、3-0（100-89×2、99-90）で王座獲得。
この試合後に2020年東京オリンピックを目指しアマチュアに転向。2019年にロシアで開催された世界選手権に出場するが、準々決勝で敗退。

## 獲得タイトル
- WBC女子インターナショナルミニフライ級王座
- 第6代IBF女子世界ミニフライ王座
- IBO女子世界ミニフライ級王座